# عيسى الحامد
عيسى بن حامد بن علي الحامد ناشط وحقوقي سعودي، أحد مؤسسي جمعية الحقوق المدنية والسياسية في السعودية ورئيسها قبل حلها عام 2013، والتي كانت تطالب الملك السعودي بتشكيل برلمان منتخب بصلاحيات أكبر تمكنه من محاسبة المسؤولين.

## المحاكمة
تم استدعاء عيسى الحامد إلى هيئة التحقيق والإدعاء العام بمنطقة القصيم بتاريخ 21 نوفمبر 2013، ثم استدعي مرة أخرى لسبع جلسات استجواب كان آخرها في 14 يناير 2014. في شهر مارس 2014 بدأت محاكمته في المحكمة الجزائية بمدينة بريدة، وفي جلسة عقدت في 24 أبريل 2016 حكمت المحكمة الجزائية المتخصصة في الرياض على عيسى الحامد بالسجن لمدة تسع سنوات، بالإضافة لتسع سنوات أخرى من حظر السفر تبدأ بعد أن يكمل مدة محكوميته. وكانت المحكمة قد أدانة الحامد بلائحة من التهم بينها: التحريض على مخالفة النظام العام، والطعن بأمانة وديانة أعضاء هيئة كبار العلماء، وإهانة السلطة القضائية، واشتراكه في إنشاء جمعية غير مرخصة، ونشر معلومات كاذبة لتقويض صورة الدولة، ومخالفة نظام مكافحة الجرائم المعلوماتية.